# Junonia januarii
Junonia januarii är en fjärilsart som beskrevs av Ungemach 1932. Junonia januarii ingår i släktet Junonia och familjen praktfjärilar. Inga underarter finns listade i Catalogue of Life.